# Camponotus anthrax
Camponotus anthrax é uma espécie de inseto do gênero Camponotus, pertencente à família Formicidae.